# Воробіївка (Ямпільська селищна громада)
Воробії́вка — село в Україні, у Ямпільській селищній громаді Шепетівського району Хмельницької області. Розташоване на річці Горинь.

## Історія
У 1906 році село Семенівської волості Острозького повіту Волинської губернії. Відстань від повітового міста 61 верст, від волості 11. Дворів 108, мешканців 690.

## Населення
Населення села за переписом 2001 року становило 450 осіб, в 2011 році — 407 осіб.

### Мова
Розподіл населення за рідною мовою за даними перепису 2001 року:
| Мова       | Кількість | Відсоток |
| ---------- | --------- | -------- |
| українська | 444       | 98.67%   |
| російська  | 5         | 1.11%    |
| польська   | 1         | 0.22%    |
| Усього     | 450       | 100%     |

## Відомі люди
Народилися
- Людмила Горова (нар. 1975) — українська поетеса, письменниця[3].